# Chizé

Chizé este o comună în departamentul Deux-Sèvres, Franța. În 2009 avea o populație de 921 de locuitori.